# Nous nous sommes tant haïs
Nous Nous Sommes Tant Haïs (Wij zijn even verfoeilijk) is een Frans-Oostenrijkse film uit 2007.

## Verhaal
Jürgen Koller, een SS-officier en Marie Destrade (een française) hebben aan het eind van de Tweede Wereldoorlog een verhouding gehad. Uit deze verhouding wordt Pierre geboren.
Koller moet na de oorlog eerst mijnen opruimen, voordat hij aan de slag kan als journalist bij de krant in Stuttgart. Marie is een bediende in een café-eethuis.

Koller wordt door zijn krant uitgezonden om de ontwikkelingen te verslaan van de totstandkoming  van de EGKS en eet dan toevallig in het horecabedrijf waar Marie werkt. De liefde begint van voor af aan, probleem daarbij is het opvoeden in Frankrijk van een kind van een Duitser vlak na die oorlog. Marie heeft destijds aangegeven dat ze verkracht is geweest om te voorkomen dat ze werd uitgemaakt en behandeld als moffenhoer. 
Als de liefde doorzet, moeten dat natuurlijk beide families verteld worden; dit geeft de nodige strubbelingen. Na drie oorlogen in een eeuw tussen Frankrijk en Duitsland is het wantrouwen en dedain groot. De ouders van het stel willen er eigenlijk niets mee te maken hebben. Door maar te blijven praten komt het uiteindelijk goed.
Als parallel achter het verhaal speelt zich de ontwikkeling van de EGKS af, begeleid door Robert Schuman. Ook hier moeten Frankrijk en Duitsland samen gaan werken, in hun grootste industrieën nog wel: metaal en kolen. Aan de Duitse kant Krupp en aan de Franse kant Schneider. Ook hier gaat alles met horten en stoten; men vertrouwt elkaar helemaal niet. Gedwongen door initiatieven van Franse zijde komt het er uiteindelijk van, zeker als Nederland, België, Luxemburg en Italië mee doen.